# Лелеи, Сэмми
Сэмми Лелеи — кенийский легкоатлет, бегун на длинные дистанции.

## Достижения

### 10 км
- 1992:  Keniaanse kamp. in Nairobi — 28.44
- 1992:  Peachtree Road Race — 27.56
- 1992: 4-е Asbury Park Classic — 28.48
- 1993:  Peachtree Road Race — 28.10

### 15 км
- 1993:  Cascade Run Off in Portland — 43.17
- 1993:  Utica Boilermaker — 43.45

### Полумарафон
- 1992: 4-е на Берлинском полумарафоне — 1:01.57
- 1992:  Полумарафон Витри-сюр-Сен — 1:01.26
- 1993:  Лиссабонский полумарафон — 59.42
- 1993:  Берлинский полумарафон — 1:00.42
- 1994: 5-е на Парижском полумарафоне — 1:02.17
- 1997:  Полумарафон Киото — 1:03.05

### Марафон
- 1992: 17-е на Нью-Йоркском марафоне — 2:18.16
- 1993: 5-е на Бостонском марафоне — 2:12.12
- 1993: 8-е на Нью-Йоркском марафоне — 2:13.56
- 1994: 23-е на Бостонском марафоне — 2:13.40
- 1994: 4-е на Нью-Йоркском марафоне — 2:12.24
- 1995:  Парижский марафон — 2:11.11
- 1995:  Берлинский марафон — 2:07.02
- 1996: 5-е на Бостонском марафоне — 2:10.11
- 1996:  Берлинский марафон — 2:09.49
- 1997: 17-е на Бостонском марафоне — 2:17.20
- 1997:  Берлинский марафон — 2:08.00
- 1998: 10-е на Роттердамском марафоне — 2:14.29
- 1998:  Марафон Голд-Кост — 2:15.54
- 1999: 32-е на Берлинском марафоне — 2:20.14